# Passiflora lyra
Passiflora lyra là một loài thực vật có hoa trong họ Lạc tiên. Loài này được Planch. & Linden ex Killip mô tả khoa học đầu tiên năm 1930.